# Mau-mau (boisson)
Pour les articles homonymes, voir Mau Mau.
Le mau-mau est une boisson alcoolisée à base de vermouth noir et de soda ou d'eau de Seltz,. Il est généralement servi frais dans un porró,,. Avec la barreja, le mau-mau est une boisson typique du Patum de Berga.
Malgré la tradition selon laquelle le mau-mau doit être bu dans un porró, le conseil municipal de Berga a interdit en 2014 que les bars de la ville servent des boissons dans des récipients en verre pendant le Patum en raison du danger possible qu'ils représentent. Par conséquent, certains bars ont commencé à servir la boisson dans des porrons et des canettes en plastique ou dans des bouteilles en plastique munies d'un bec verseur. L'interdiction est toujours en vigueur aujourd'hui.